# 胡蘿蔔加大棒

“胡萝卜与大棒”示意图（carrot and stick）

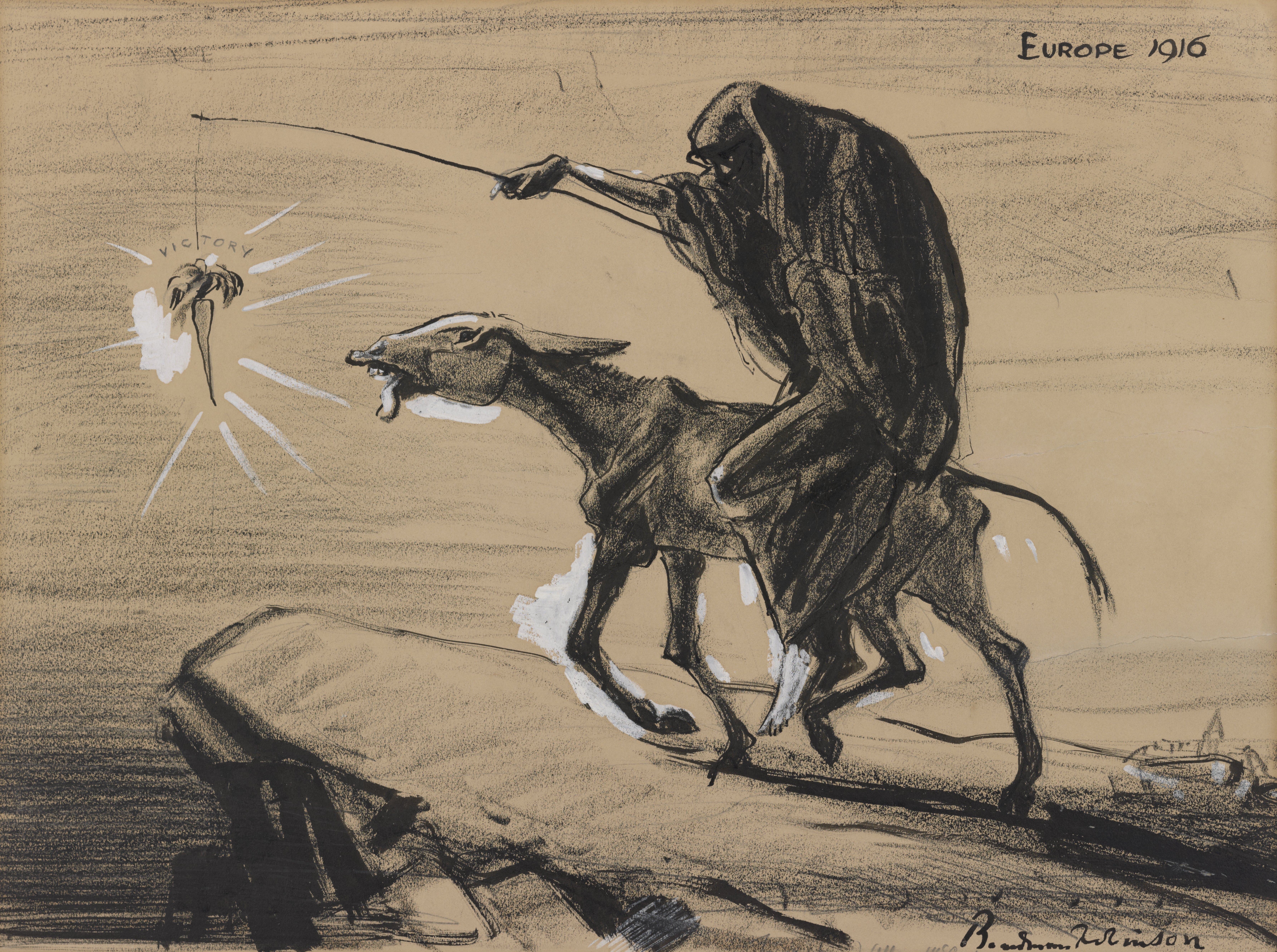

胡蘿蔔加大棒（英語：Carrot and Stick），也譯作紅蘿蔔與巨棒、糖飴與鞭、麵包與鞭、麵與鞭、恩威並濟、軟硬兼施，是美國總統西奥多·罗斯福（老羅斯福）提出的觀點。是一種以“獎勵”（胡蘿蔔）與“懲罰”（“大棒政策”），賞罰併進的一種兩手策略，亦稱「獨裁者的恩威並用」。

## 簡介
老羅斯福在1901年參觀明尼蘇達州州博覽會時演說：「温言在口，大棒在手，故而致遠。」成為一句名言，「溫言」後被改編為「紅蘿蔔」。一個流行的說法是，老羅斯福的這句名言，原型是一句非洲諺語。
據老羅斯福的此一原則，美國政府多次干涉拉丁美洲國家的內政問題，並發起多次入侵拉美的香蕉戰爭，成功將許多拉美國家變成傀儡政權般的香蕉共和國。
世界上有很多知名政治家有同類型的名句，如德意志帝國的「鐵血宰相」俾斯麥稱「糖粉麵包與鞭」（德語：Zuckerbrot und Peitsche），臺灣日治時期，臺灣總督府民政長官後藤新平則把此策略稱為「糖飴與鞭」（日語：飴と鞭），一面以重罰整治異議人士，另一面用心於臺灣內政，同時展現出威信與親和力。
“胡蘿蔔加大棒”一詞最早在1948年12月11日《经济学人》發表，後收錄於《牛津英語詞典》增訂版，附圖有一隻驢和胡蘿蔔。

## 外部連結
- Paul Brians, Department of English, Washington State University “Carrot on a stick” vs. “the carrot or the stick.”